# Chrysotachina viridis
Chrysotachina viridis là một loài ruồi trong họ Tachinidae.